# L'oracolo nascosto
L'oracolo nascosto (The Trials of Apollo: The Hidden Oracle) è il primo libro della serie fantasy Le sfide di Apollo (The trials of Apollo), scritta da Rick Riordan. È stato pubblicato negli Stati Uniti il 2 maggio 2016 e in Italia il 28 giugno 2016. La pentalogia Le sfide di Apollo è il seguito di Percy Jackson e gli dei dell'Olimpo ed Eroi dell'Olimpo.

## Trama
Dopo la sconfitta dei giganti, il dio Apollo viene punito da suo padre Zeus per la sua arroganza, venendo trasformato in un sedicenne mortale di nome Lester Papadopoulos e fatto cadere in un cassonetto in un vicolo di New York. Due delinquenti cercano di aggredirlo, ma viene salvato da una ragazzina, Meg McCaffrey, che dà prova di possedere dei poteri da semidea. Meg rivendica i servizi di Apollo, quindi i due saranno legati finché lui non avrà completato le prove necessarie per tornare a essere un dio. 
Apollo ha l'idea di andare a chiedere aiuto a Percy Jackson, ma lui è impegnato a studiare per il college, quindi indirizza i due ragazzi al Campo Mezzosangue, un rifugio per giovani semidei. Lungo la strada vengono attaccati dagli spiriti della peste, ma Meg riesce inconsciamente a evocare un karpos che difende il gruppo. Meg decide di tenere il karpos, che chiama "Pesca" e che da allora arriverà sempre nei momenti di bisogno. All'arrivo al Campo, Apollo scopre che l'Oracolo di Delfi, che ora possiede Rachel Elizabeth Dare, non emette più profezie; allo stesso modo, i trasporti e le comunicazioni dei semidei non funzionano da tempo. Il centauro Chirone menziona il fatto che diversi ragazzi del Campo sono scomparsi nel bosco adiacente. A cena, Demetra, la dea dell'agricoltura, riconosce Meg come propria figlia.
Il giorno seguente, Apollo scopre con grande delusione di non riuscire più a eccellere nella musica e nel tiro con l'arco, quindi giura impulsivamente sul fiume Stige che non eserciterà più tali pratiche finché non tornerà a essere un dio. Durante una gara all'interno del Labirinto, Apollo e Meg capitano in Grecia, nei pressi di Delfi. Sentono il guardiano di Delfi, Pitone, parlare con un individuo chiamato "Bestia" su come controllare tutti gli oracoli e distruggere il Bosco di Dodona, con Bestia che lo rassicura di avere una spia all'interno del Campo Mezzosangue. Al ritorno al Campo, Apollo apprende che due suoi figli, Kayla e Austin, sono scomparsi e ciò suscita la sua ira. Meg ammette di conoscere la Bestia, che è conosciuto per prelevare semidei e usarli come servitori. Quando Meg si rifiutò di lavorare per lui, la Bestia uccise suo padre e poi Meg andò a vivere con il suo patrigno, che le ha donato le falci e insegnato a combattere.
Rachel rivela l'esistenza di una società segreta chiamata "Triumvirato" che ha cospirato per millenni contro gli dèi e ora ha come obiettivo quello di controllare tutti gli oracoli, a cominciare da Dodona, che si trova accanto al Campo e attira a sé i semidei. Il giorno successivo, Apollo e Meg vanno a cercare il bosco ma vengono attaccati da Mirmeci e Apollo si difende suonando della musica, infrangendo il suo giuramento. I mostri rapiscono Meg e si danno alla fuga. Indebolito, Apollo viene avvicinato da Rea, che gli regala delle campane a vento da mettere sull'albero più grande del bosco di Dodona e lo teletrasporta al Campo. Apollo apprende che il leader del Triumvirato è Nerone, ovvero la Bestia.
Riacquistate le forze, Apollo torna nella foresta e salva Meg e insieme trovano l'entrata del Bosco e i semidei scomparsi. Appare Nerone, il quale proclama di essere diventato un "dio-imperatore": lui e gli altri due imperatori sono riusciti a diventare pressoché immortali sfruttando l'adorazione ricevuta nel corso della storia. Si scopre che Meg è la talpa e che Nerone è il suo patrigno, quindi Meg obbliga Apollo ad aiutarla ad aprire il Bosco. Nerone cerca di bruciarlo, ma Pesca lo attacca in quanto percepisce il rimorso di Meg. Apollo ottiene brevemente la sua potenza divina e riesce a sconfiggere le guardie di Nerone, mentre diverse driadi si sacrificano per impedire a Nerone di bruciare il Bosco. Apollo aiuta Meg a mettere le campane a vento sull'albero più grande, ottenendo una profezia. Dopodiché Meg libera Apollo dal suo servizio e fugge, insistendo sul fatto che Nerone non sia cattivo. Apollo realizza che, a causa degli abusi psicologici subiti, Meg vede Nerone e la Bestia come due entità separate.
Nerone invia una statua gigante con le sue fattezze (il Colosso di Nerone) a distruggere il Campo Mezzosangue, che viene salvato da Apollo con l'aiuto dei semidei smarriti e di Percy. Il giorno seguente, Leo Valdez torna al Campo insieme a Calipso e i due si offrono di accompagnare Apollo a salvare l'Oracolo di Trofonio, prossimo a essere preso di mira dal Triumvirato.

## Personaggi
Apollo: Protagonista della saga, dio del Sole (di cui ne traina il carro), di tutte le arti, della musica, della profezia, della poesia, della medicina, delle pestilenze e della scienza, figlio di Zeus e Leto, fratello gemello di Artemide. Per punirlo, il padre lo trasforma in un mortale sedicenne di nome Lester Papadopoulos e lo getta giù dall'Olimpo.
Meg McCaffrey: Semidea compagna di avventure di Apollo nelle sembianze di Lester Papadopoulos. Figlia di Demetra, è in grado di evocare in sua difesa dei Karpoi, spiriti del grano, e di controllare la frutta e la spazzatura in suo favore. Dopo l'uccisione di suo padre, viene allevata da Nerone.
Perseus "Percy" Jackson: 17 anni, nato il 18 agosto. Semidio greco figlio di Poseidone e di una mortale con il dono di vedere attraverso la Foschia, Sally Jackson. È il ragazzo di Annabeth Chase, che assieme a Grover Underwood,  lo accompagna nelle sue prime cinque avventure. Essendo figlio di Poseidone, dio del mare, Percy ha il controllo sull'acqua (specialmente quella del mare), la quale non lo può ferire in nessun modo: Percy non può annegare, non subisce la pressione idrostatica, non si può bagnare (a meno che non lo decida lui), e non si ferisce cadendo in acqua anche da decine di metri. Controllando l'umidità nell'aria, ha la capacità minore di creare piccoli uragani e tempeste. Essendo stati i cavalli creati da suo padre, può comunicare telepaticamente con loro. Inoltre il contatto con l'acqua potenzia di molto le sue capacità rigenerative da semidio e lo rende più forte e veloce. Suo padre è anche il dio dei terremoti, e lui ha poteri sovrannaturali anche in questo campo. La sua arma è la spada di nome "Vortice" (in greco Anaklusmos) che normalmente ha l'aspetto di una penna a sfera. Togliendo il cappuccio si trasforma in una spada e, anche se viene persa in battaglia, torna sempre automaticamente nella tasca di Percy. Se il cappuccio viene messo sul retro la si può usare come una penna comune. Fidanzato di Annabeth Chase, caratterialmente è un ragazzo molto dolce e simpatico, sebbene sia un po' ottuso; farebbe qualsiasi cosa per salvare i suoi amici, anche a costo di perdere la vita. Ha i capelli neri spettinati e gli occhi verdi come il mare. Ne L'oracolo nascosto aiuta all'inizio Meg e Apollo a raggiungere il Campo Mezzosangue, e alla fine contribuisce a sconfiggere il Colosso. Attualmente è impegnato negli studi per poter essere ammesso al college del Campo Giove insieme alla fidanzata Annabeth.
Rachel Elizabeth Dare: Attuale Oracolo di Delfi, è una mortale arrivata al Campo Mezzosangue alla fine della prima saga. Grande amica di Percy e Annabeth. Attualmente non riesce a formulare profezie a causa di Pitone che occupa l'antica grotta dell'Oracolo di Delfi, in Grecia. È figlia di un ricchissimo e importante imprenditore immobiliare di New York.
Will Solace: Semidio figlio di Apollo. È un ragazzo dolce, sebbene spesso insicuro. In seguito si dimostrerà anche facile all'arrabbiatura. Ha una relazione con Nico Di Angelo.
Austin Lake: Semidio figlio di Apollo. Viene rapito da Nerone.
Kayla Knowles: Semidea figlia di Apollo. Viene rapita da Nerone.
Nerone: imperatore di Roma tra il 54 e il 68 d.C. Rimane vivo poiché divinizzato dalla venerazione dei romani del suo tempo. Fa parte della Società dei Triumviri, che possiede grosse proprietà immobiliari ed è la responsabile degli ultimi scontri olimpici. Infatti, viene rivelato che in Percy Jackson e gli dei dell'Olimpo fu essa a mettere a disposizione di Luke Castellan la nave Principessa Andromeda durante la guerra contro i Titani, e a finanziare in Eroi dell'Olimpo l'acquisto delle armi dei semidei del Campo Giove per la guerra contro il Campo Mezzosangue.
Pitone: mostro dalle sembianze di un serpente che in passato occupava la grotta dell'Oracolo di Delfi. Ora, ritornato dal Tartaro grazie all'apertura delle Porte della Morte durante la seconda saga, è tornato ad occupare il suo antico rifugio, tenendo prigioniero l'Oracolo e impedendo la pronuncia di profezie.
Nico Di Angelo: Semidio figlio di Ade. È in grado di risvegliare i morti e di viaggiare nell'ombra. Ha una relazione con Will Solace.
Chirone: centauro figlio di Crono, è il direttore delle attività del Campo Mezzosangue. Gli piace molto la musica di Dean Martin. Per mascherare la sua natura va in giro su di una sedia a rotelle, dove riesce magicamente ad incastrare la sua parte equina.
Leo Valdez: Semidio figlio di Efesto, coprotagonista di Eroi dell'Olimpo, creduto morto a seguito della guerra per sconfiggere Gea. Ricomparirà alla fine del libro a bordo del drago meccanico Festus, da lui costruito, insieme alla sua amata Calipso, salvata dalla condanna eterna dell'isola di Ogigia.
Calipso: ninfa figlia del titano Atlante; a causa della sua discendenza, dopo la prima guerra contro i Titani viene punita dagli dei lasciandola per l'eternità sull'isola di Ogigia, dove ogni tanto verrà visitata da eroi perdutisi di cui lei non potrà fare a meno di innamorarsi. Gli eroi, però, non potranno mai fare a meno di lasciare l'isola. Nella saga Percy Jackson e gli dei dell'Olimpo Percy approda sull'isola. In Eroi dell'Olimpo, Leo si ritrova ad Ogigia ma prima di ripartire giura sullo Stige che tornerà a riprendere Calipso. Manterrà la promessa e la porterà al Campo Mezzosangue.

## Seguito
Il secondo libro è La profezia oscura, uscito nelle librerie statunitensi il 2 maggio 2017.
Il terzo libro è Il Labirinto di Fuoco, il quarto volume della saga è La tomba del Tiranno e il quinto e ultimo libro, uscito il 6 ottobre 2020 in America, s'intitola The Tower of Nero.